# 伏爾加德意志人蘇維埃社會主義自治共和國

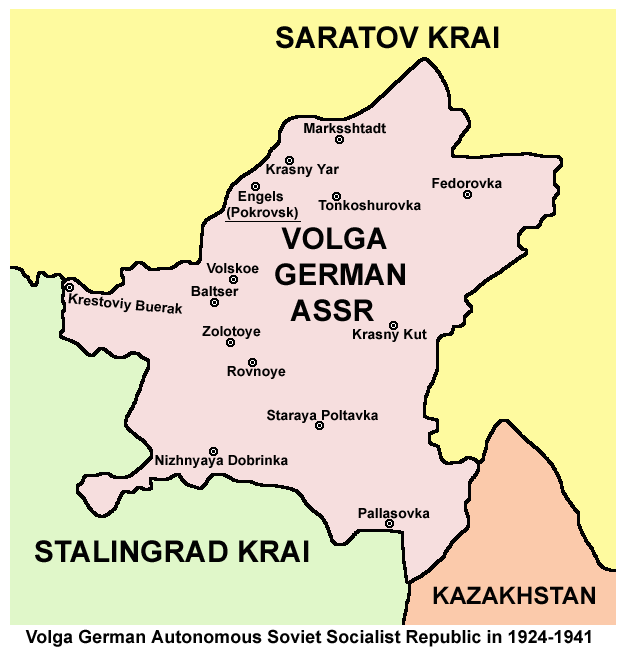

伏爾加德意志人蘇維埃社會主義自治共和國是前蘇聯境內曾經存在的一個自治共和國，成立於1924年1月6日。

## 歷史沿革
自治共和国于十月革命后建立 是苏联政府、伏尔加河德意志工人公社的法令，给与此处的德意志人特殊地位 1924年2月20日升格为苏维埃社会主义自治共和国。 新成立的自治共和国的范围占据了伏尔加河德裔少数民族的密集居住区的部分，到了1897年，该片地区的少数民族的人数几乎达到180万。最终，该自治共和国于1924年1月6日宣布成立。
根据苏联在20世纪20年代实施的 "蘇聯本土化政策 "政策，官方文件中提倡使用德语，并鼓励德国人担任管理职务。根据1939年的人口普查，自治州内有366,685名德国人。
1931年，波克罗夫斯克市被改建爲苏维埃社会主义共和国联盟俄罗斯苏维埃联邦社会主义共和国恩格斯市的伏爾加河港口，其名“波克罗夫斯克”也從此不復存在。
1941年德国对苏联的入侵标志着自治共和国的被废除以及终结。1941年8月28日，该自治共和国被正式废除，因为担心此地的德意志人会与纳粹德国合作，所有伏尔加河流域的德意志人都被流放到哈萨克苏维埃社会主义共和国、阿尔泰和西伯利亚。其领土被并入到萨拉托夫州和斯大林格勒州。
1953年斯大林去世后，伏尔加河的德意志人的情况得到了改善。1964年，苏维埃颁布了第二项法令，公开承认二战期间苏联政府对伏尔加德意志人的非法指控的错误罪行，并敦促苏联公民应当给与伏尔加河德意志人的经济以及文化上的援助。然而，伏尔加德意志人苏维埃社会主义自治共和国在战后从未被提出重新建立。
从20世纪80年代初开始，许多伏尔加德意志人利用德国的回归法返回德国，回归法给予所有能够证明是德意志人的难民或被驱逐者以及是其后代的人并给与他们德国的公民身份。

## 外部連結
- （俄文） （德文） Native Volga-German - researcher of his heritage （页面存档备份，存于）
- German Villages in the Volga Valley of Russia
- High resolution map of VGASSR （页面存档备份，存于）
- City of Pallasowka, Canton of the Volga-German ASSR （页面存档备份，存于）
- （俄文） Guide to the history of the Communist Party and the Soviet Union
- City of Marx, Canton of the Volga-German ASSR*（俄文） （页面存档备份，存于） (documentary about the city of Marx).